# دونالد جاي كيسلر
دونالد جاي كيسلر (بالإنجليزية: Donald J. Kessler)‏ هو فيزيائي وعالم فلك أمريكي، ولد في 1940.